# Krešimir Lončar
Krešimir Lončar (* 12. Februar 1983 in Split, Jugoslawien) ist ein kroatischer Basketballspieler, der seit 2016 die deutsche Staatsbürgerschaft besitzt. Er ist 2,09 m groß und spielt sowohl auf der Position des Power Forwards als auch auf der Position des Centers. Seit der Saison 2016/2017 steht er beim Bundesligisten s.Oliver Würzburg unter Vertrag.

## Karriere
Lončar begann seine internationale Profikarriere im Jahr 2000 in der ersten Basketball-Bundesliga in Deutschland bei der DJK s.Oliver Würzburg, für die er im ersten Jahr 4,4, und im zweiten Jahr 10,8 Punkte pro Partie beisteuern konnte. Zur Saison 2002/2003 wechselte Lončar dann nach Italien, in die erste Liga zu Benetton Treviso, mit den er im ersten Jahr zwar gleich die Meisterschaft und den italienischen Supercup gewinnen konnte, allerdings nicht über eine Reservistenrolle hinauskam und deshalb 2003/2004 zu den Teramo Basket, ebenfalls aus Italien, wechselte. Nach einem Jahr dort verließ Lončar Italien und war von der Saison 2004/2005 bis 2005/2006 insgesamt zwei Jahre in der Ukraine für den BC Kiew aktiv, mit dem er im ersten Jahr die Meisterschaft erringen konnte. Nach zwei Jahren für Lokomotive Rostow in Russlands erster Basketballliga kam Lončar zu Beginn der Saison 2008/2009 zu UNICS Kasan und gewann dort gleich den russischen Pokal und wurde sogar zum wertvollsten Spieler (MVP) des Pokalturniers gewählt. Nach zwei erfolgreichen Jahren dort verließ er den Verein und unterschrieb einen Zwei-Jahres-Vertrag beim Ligarivalen BK Chimki. Nach einer Saison beim spanischen Valencia Basket Club war er in der Spielzeit 2015/16 bei Alba Berlin unter Vertrag. Im Juni 2016 wechselte Lončar nach Würzburg zu den s.Oliver Baskets und unterschrieb einen Zweijahresvertrag in der Stadt, in der im Jahr 2000 seine internationale Karriere begonnen hatte.

## Kroatische Nationalmannschaft
Seit dem Jahr 2008 ist Lončar auch Bestandteil der kroatischen Basketballnationalmannschaft, mit der er bei den Olympischen Sommerspielen 2008 in Peking, und 2009 bei der Basketball-Europameisterschaft in Polen teilnahm. Bei beiden Turnieren erreichte man den 6. Platz, wodurch sich Lončar mit Kroatien für die Weltmeisterschaft 2010 in der Türkei qualifizierte.

## Nach der Sportkarriere
Lončar wurde nach seiner Zeit als aktiver Basketballspieler Teammanager der Würzburg Baskets (s.Oliver Baskets).

## Erfolge
- 2000: Gewinn der Silbermedaille bei der U18-Europameisterschaft mit Kroatien
- 2002: Gewinn des italienischen Supercups mit Benetton Treviso
- 2003: Gewinn der italienischen Meisterschaft mit Benetton Treviso
- 2005: Gewinn der ukrainischen Meisterschaft mit BC Kiew
- 2009: Gewinn des russischen Pokals mit Unics Kasan; 3. Platz in der russischen Meisterschaft
- 2010: 3. Platz in der russischen Meisterschaft
- 2011: Teilnehmer am All-Star-Spiel der 1. Russischen Basketballliga (PBL League)
- 2011: Gewinn der VTB United League mit BK Chimki; Wahl zum besten Power Forwards des Turniers
- 2012: Gewinn des ULEB Eurocup mit BK Chimki
- 2016: Gewinn des deutschen Pokals mit Alba Berlin